# Wink Hot Singles
『Wink Hot Singles』（ウィンク・ホット・シングルズ）は、Winkの初のベスト・アルバム。1990年11月1日にポリスターより発売された。

## 概要
Wink初のシングル・ベストで、デビュー曲「Sugar Baby Love」から8枚目「夜にはぐれて 〜Where Were You Last Night〜」までのシングル曲と、ヒット曲をリミックスしてメドレーに編集したNon Stop Mixを収録。
CD初回限定盤は、三方背BOX・ピクチャーレーベル仕様で、スペシャルCDシングル「思い出を愛してた」とディスコグラフィを掲載したリーフレットを封入。カセット盤は初回・通常の差異はなく「Non Stop Mix」の後に「思い出を愛してた」「同（オリジナル・カラオケ）」が収録されている。

## 収録曲
1. Sugar Baby Love
2. アマリリス
3. 愛が止まらない 〜Turn It Into Love〜
4. 涙をみせないで 〜Boys Don't Cry〜
5. 淋しい熱帯魚
6. One Night In Heaven 〜真夜中のエンジェル〜
7. Sexy Music
8. 夜にはぐれて 〜Where Were You Last Night〜
9. Non Stop Mix （Remixed by 菅原弘明&今井邦彦）
  - 銀星倶楽部〜淋しい熱帯魚〜愛が止まらない〜Sugar Baby Love〜夜にはぐれて〜涙をみせないで

CD初回特典：スペシャル・エンベローブ入り8センチCDシングル
1. 思い出を愛してた （パナソニックコンポD-50 CF使用曲）
  - 作詞：森本抄夜子　作曲:羽場仁志　編曲:船山基紀[1]
    - 非売品CD「Panasonic 思い出を愛してた」（1989年）に収録されていた楽曲で、初商品化となった。
    - 当時、WinkのCDを買うとコンポが付いてくる（実際にはコンポの付属の非売品）と揶揄されることもあった。装丁なども、通常販売のものと何ら変わりなかった。
2. 思い出を愛してた （オリジナル・カラオケ）

### カセット盤
SIDE 1
1. Sugar Baby Love
2. アマリリス
3. 愛が止まらない 〜Turn It Into Love〜
4. 涙をみせないで 〜Boys Don't Cry〜
5. 淋しい熱帯魚
6. One Night In Heaven 〜真夜中のエンジェル〜
7. Sexy Music

SIDE 2
1. 夜にはぐれて 〜Where Were You Last Night〜
2. Non Stop Mix
3. 思い出を愛してた
4. 思い出を愛してた （オリジナル・カラオケ）

## 発売形態
| 形態 | 発売日        | 品番      | 発売元     | 備考 |
| ---- | ------------- | --------- | ---------- | --- |
| CD   | 1990年11月1日 | PSCR-9001 | ポリスター | 【初回盤】三方背BOX、ピクチャーレーベル仕様、スペシャルCDシングル「思い出を愛してた」、ディスコグラフィ・リーフレット付。 |
| CD   | 1990年11月1日 | PSCR-1014 | ポリスター | 【通常盤】 |
| CD   | 1993年4月16日 | PSCR-5160 | ポリスター | 【通常盤再発】 |
| CT   | 1990年11月1日 | PSTR-1014 | ポリスター | 「思い出を愛してた」「同（オリジナル・カラオケ）」収録。                                                                  |